# Mojster in Margareta
‎Mojster in Margareta (rusko Мастер и Маргарита) je najbolj znano delo ruskega pisatelja Mihaila Afanasjeviča Bulgakova in klasika ruske književnosti 20. stoletja.

## Nastanek romana
Bulgakov je začel pisati roman leta 1928. Prva različica romana je bila zažgana v marcu 1930, ko so mu prepovedali uprizarjati Zaroto svetohlincev. Delo je ponovno začel leta 1931 in drugi osnutek je bil končan 1936, roman pa je imel večino lastnosti zdajšne izdaje. Leta 1937 je Bulgakov končal tretji osnutek, potem pa ga je z ženino pomočjo dopolnjeval vse do svoje smrti leta 1940.
Roman je bil izdan šele leta 1966, vendar je bilo prej izvirno delo ilegalno dostopno kot samizdat.

## Nastopajoče osebe

### Najpomemnejše osebe
Mojster, Margareta, Woland

### Wolandova druščina
Korovjev, Behemot, Azazello, Hella
Behemot: Orjaški demonski črni maček, ki zna govoriti, hoditi po dveh nogah in se za krajši čas celo spremeniti v človeško obliko. Je izredno sarkastičen, rad igra šah in pije vodko. Je najmanj spoštovan član Wolandove druščine, še celo Margareta si ga upa udariti po eni izvedbi ene izmed njegovih mnogih neslanih šal. Behemot je tudi ime biblijske kopenske pošati.

### Osebe v vzporedni zgodbi
Poncij Pilat, Ješua, Levi Matej

### Moskovski prebivalci
Berlioz